# Codocera ferruginea
Codocera ferruginea — род оходеид подсемейства Ochodaeinae.

## Описание
Жук длиной 6—7 мм, имеет рыже-жёлтую или ржаво-рыжую окраску. Тело в стоячих волосках и часто точках..